# Jules Renard
Pour les articles homonymes, voir Jules Renard (homonymie) et Renard (homonymie).
Œuvres principales
- L'Écornifleur (1892)
- Poil de Carotte (1894)
- Journal, 1887-1910 (posthume)

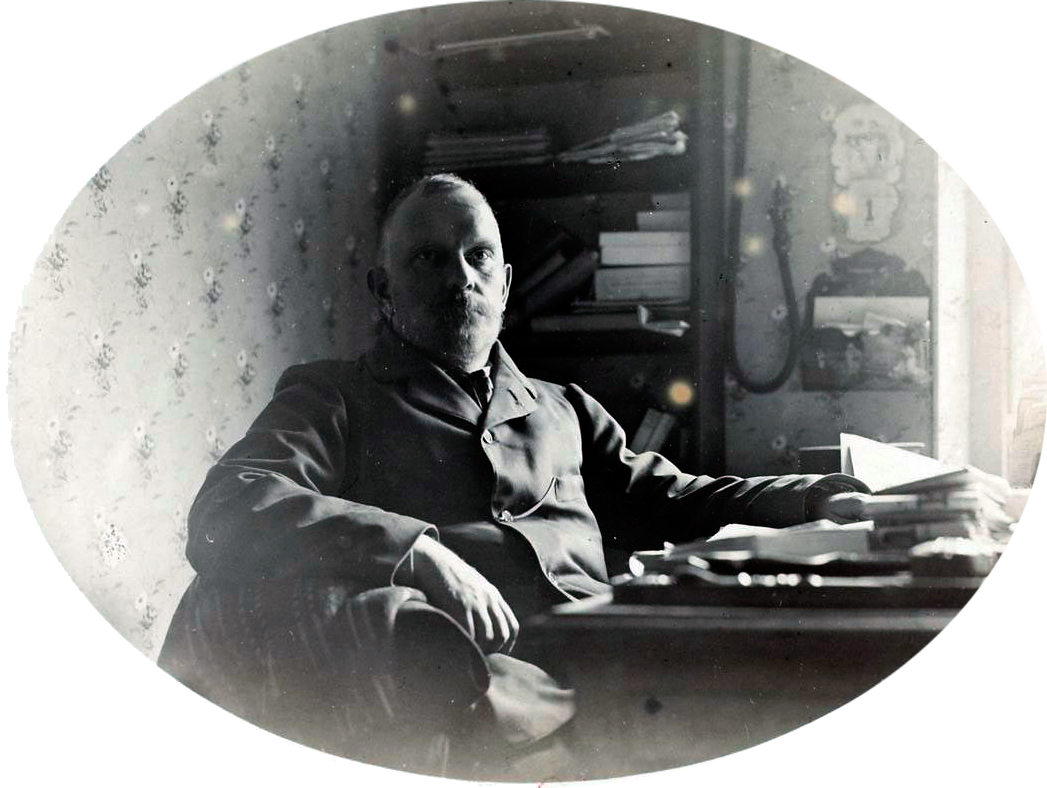
Jules Renard par Dornac.

Pierre-Jules Renard, dit Jules Renard, né le 22 février 1864 à Châlons-du-Maine (Mayenne) et mort le 22 mai 1910  dans le 8e arrondissement de Paris, est un écrivain et auteur dramatique français.

## Biographie

### La jeunesse
Pierre-Jules Renard naît à Châlons-du-Maine en Mayenne : son père, François Renard (1824-1897), est entrepreneur de travaux publics et travaille alors à la construction du chemin de fer de Laval à Caen ; il a épousé le 8 octobre 1854 Anne-Rosa Colin, fille de Victor Colin, quincaillier à Langres, élevée par son oncle Émile Petit, l'associé de François Renard. Si sa mère est une catholique dévote, son père est républicain, franc-maçon et anticlérical. Jules Renard est le dernier de la fratrie, après une fille aînée, Amélie (décédée en 1858), une seconde fille également prénommée Amélie (née en 1859) et un troisième enfant, son frère Maurice (né en 1862). La mère de Jules Renard a vingt-huit ans lors de la naissance de son dernier enfant. Elle ne supporte plus son mari, homme méprisant et froid, et elle aura la même attitude envers son dernier fils. Le père, témoin des maltraitances maternelles envers le petit Jules, n'interviendra jamais en faveur de l'enfant, qu'il accable plutôt de commentaires narquois.
En 1866, la famille s'installe à Chitry-les-Mines, lieu de naissance de François Renard, le père de Jules, qui en devient le maire. La scolarité de Maurice et de Jules se déroule à Nevers où tous deux sont en pension. Jules est reçu bachelier ès lettres en 1883 au lycée Charlemagne à Paris, mais il abandonne le projet de se présenter au concours de l'École normale supérieure, préférant fréquenter les cafés littéraires, les théâtres et certains milieux du journalisme. « Je suis de la vieille école, moi, de l'école qui ne sait pas lire », écrit-il dans son ouvrage Bucoliques.

### Les débuts et le mariage de Jules Renard
Jules Renard ne connaît pas un succès immédiat comme auteur : il fait de nombreuses lectures, fréquente les milieux littéraires, collabore à des journaux, publie des poèmes (Les Roses, plaquette publiée à compte d'auteur en 1886) et des nouvelles (Crime de village en 1887 dans la Revue de Paris de Léo d'Orfer). Le début de son roman Les Cloportes caractérise ces années au cours desquelles Jules survit grâce à la petite pension que lui versent ses parents. Début 1888, il habite l’Hôtel des Étrangers, 24, rue Tronchet, près de sa fiancée, Marie Morneau (1871-1938), qui habite 44, rue du Rocher (ce sera son adresse parisienne toute sa vie). En 1888, il conclut un mariage de raison avec Marie, qui lui apporte une dot qui s'avère précieuse pour lui. Malgré tout, ce mariage se révèle heureux. De cette union naissent un garçon, Jean-François (Fantec) en février 1889, et une fille, Julie Marie (Baïe) en mars 1892.

### Premiers succès

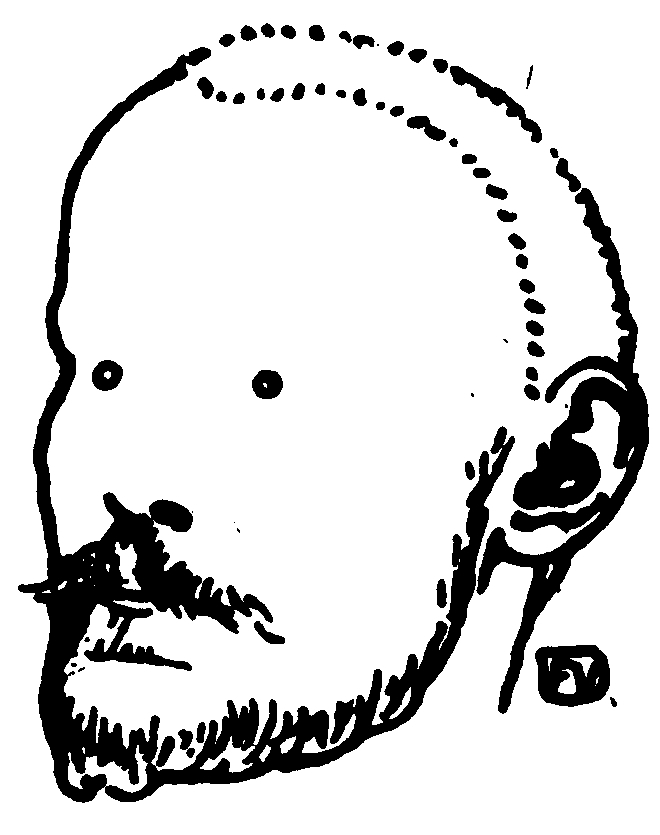
Portrait de Jules Renard par Félix Vallotton paru dans Le Livre des masques de Remy de Gourmont (1898).

Lorsque, en 1889, de jeunes écrivains fondent le Mercure de France, Renard est un des principaux actionnaires : il est à la fois critique et prosateur, rédacteur en chef et administrateur. Le succès arrive avec L'Écornifleur, publié en 1892, qui raconte l'histoire d'un littérateur parasite. Alphonse Allais, Edmond Rostand, Courteline, les Goncourt, Tristan Bernard, Lucien Guitry et Sarah Bernhardt font partie de son entourage. En 1894, il entre à la Société des gens de lettres et rédige Le Vigneron dans sa vigne ainsi que Poil de Carotte. « Je cours les dangers du succès », note-t-il dans son Journal qu'il rédige entre 1887 et 1910, mais qui n'est publié que de façon posthume, de 1925 à 1927, et constitue un témoignage précieux sur la vie littéraire de la Belle Époque. Dans cette œuvre majeure dont le manuscrit a été amputé puis brûlé par sa veuve, Jules Renard manifeste une grande lucidité, un humour féroce qui cache une infinie tendresse mais aussi une misanthropie.

### La controverse deLa Demande
On attribue souvent à Renard La Demande. En réalité, il signe cette pièce avec Georges Docquois. Mais ce dernier, dans un article postérieur de deux ans à la mort de Jules Renard, explique que, s'inspirant de la nouvelle de Jules Renard, les deux amis composèrent chacun un acte. Un arbitre préféra celle de Docquois, et ce fut celle-ci qui fut jouée au théâtre municipal de Boulogne-sur-Mer en janvier 1895. Jules Renard regretta vite de s'être prêté « à cette aventure médiocre ».

### Renard et Rostand
En 1895, Renard se lie d'amitié avec Edmond Rostand ; c'est une amitié difficile, mêlée d'envie qui, si elle ne gêne pas l'admiration de Jules Renard pour Cyrano de Bergerac, se dévoile peu à peu dans le ton un peu aigre de ses écrits. Dans un passage de son Journal, Jules Renard raconte la première de Cyrano ; il y détecte immédiatement un chef-d'œuvre. Mais à son enthousiasme se mêle aussitôt une tristesse littéraire : celle de n'avoir pas réussi à faire aussi bien que Rostand. Renard connaîtra à son tour le succès, en 1897, avec Le Plaisir de rompre (pièce à référence autobiographique, qui évoque la rupture de Renard et de Danièle Davyle, pensionnaire de la Comédie-Française, après une liaison de plusieurs années, lorsque Renard s'est marié). La pièce Le Pain de ménage, en 1898 est un nouveau succès, mais Edmond Rostand n'assiste à aucune représentation, malgré l'insistance de Jules Renard. Certaines analyses, celles de Léon Guichard notamment, font état à cet égard de l'admiration de Jules Renard pour Mme Rostand comme, dans la pièce, Pierre admire Marthe.

### Le militant républicain
À partir de 1896, Renard passe plusieurs mois par an à Chaumot, proche de Chitry-les-Mines (Nièvre), dans une petite maison de curé nommée La Gloriette. En 1897, son père, malade depuis quelque temps et se sachant incurable, se suicide d'un coup de fusil de chasse en plein cœur. En 1900, Jules Renard accepte la Légion d'honneur et devient conseiller municipal de Chaumot le 6 mai. Entre 1901 et 1903, il rédige de nombreux articles pour le journal L'Écho de Clamecy : la tonalité est laïque, anticléricale et républicaine. Succédant à son père, il devient maire de Chitry le 15 mai 1904. Élu sur une liste républicaine, il s'engage dans la lutte contre l'ignorance et une de ses mesures les plus spectaculaires sera la gratuité des fournitures scolaires. Lors de l'affaire Dreyfus, il soutient Émile Zola et critique sévèrement sa condamnation. Il se révèle un admirateur enthousiaste et presque délirant de Victor Hugo.

### Derniers honneurs
Jules Renard est élu membre de l'académie Goncourt le 31 octobre 1907, au couvert de Huysmans grâce à Octave Mirbeau, qui a dû menacer de démissionner pour assurer son succès. Son élection est aussi appuyée par les frères J.-H. Rosny : après de nombreux votes, ajournements et retournements de situation, Jules Renard devient enfin membre de l’Académie Goncourt en 1907. Il succède à Joris-Karl Huysmans, grâce au soutien des frères Rosny : « Alors, dit Justin Rosny, il faut que Renard ait l’unanimité. Il faut bien accueillir un artiste tel que lui. » (Journal, 26 octobre 1907). Il précise d'ailleurs, le même jour : « Ayant la voix des Rosny, auxquels je tenais » » et rajoute, quelques jours plus tard : « Je pensais à l’Académie : tout le monde y pense, mais je n’espérais pas être élu. » (Journal, 12 novembre 1907). Il prend sa nouvelle charge très au sérieux et participe à toutes les réunions.
Sa mère, travaillée par le spectre de la folie, meurt en 1909 en tombant dans le puits de la maison familiale, accidentellement ou suicidée.
Le 22 mai 1910, Jules Renard meurt d'artériosclérose à l'âge de 46 ans, au 44, rue du Rocher dans le 8e arrondissement de Paris. Il est enterré civilement le 24 mai à Chitry-les-Mines,. Sa tombe en forme de livre ouvert, que Jules Renard a fait tailler en 1900 après la mort subite de son frère Maurice, est notamment entretenue par l’association Les Amis de Jules Renard. Un monument qui lui est dédié, œuvre de Charles-Henri Pourquet, se dresse aussi dans le centre de la commune.
En 1933, la place Jules-Renard dans le 17e arrondissement de Paris est créée en hommage.
Jules Renard avait fait graver un ex-libris parlant par Toulouse-Lautrec, représentant un renard.

## Distinctions
- Chevalier de la Légion d'honneur (décret du 16 août 1900).

## Jugements et citations

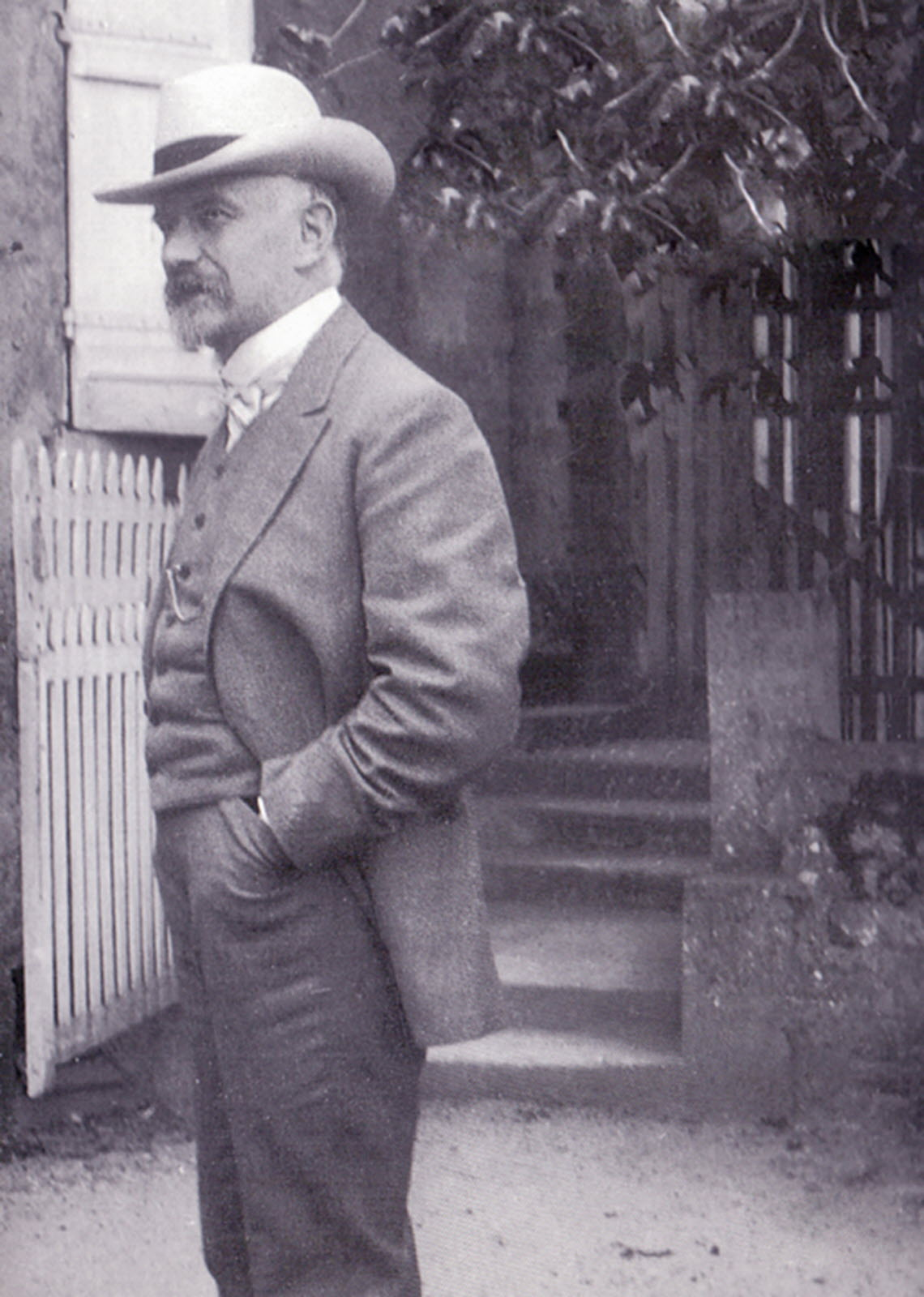
Jules Renard (vers 1900).

De nombreux auteurs ont exprimé leur admiration pour Jules Renard[réf. nécessaire] :
- Marcel Proust considérait Jules Renard comme l'un des plus grands écrivains de son temps. Il a dit de lui : « Jules Renard est de ces rares êtres qui ont un goût sûr, un sens précis de la réalité, une intelligence fine et mordante, une sensibilité très vive et très juste. »
- André Gide a également salué le talent de Jules Renard, affirmant qu'il était « l'un des plus grands prosateurs de notre temps ».
- Colette, qui était une amie proche de Jules Renard, a été profondément influencée par son style d'écriture. Elle a déclaré que « la lecture de Jules Renard est une nourriture et un stimulant pour les artistes ».
- Albert Camus a écrit que Jules Renard était l'un de ses auteurs préférés et qu'il aimait son style concis et précis.

Il est, selon Charles Du Bos, « un Montaigne minuscule dont La Bruyère aurait affûté le style », jugement conforme au modèle idéal qu'il définissait lui-même dans son Journal le 21 octobre 1889 : « Un La Bruyère en style moderne, voilà ce qu'il faudrait être. »

## Publications

### Œuvres romanesques
- Les Roses. Les Bulles de sang. Poésies dites par Mme Danièle Davyle de la Comédie-Française (1886), lire en ligne sur Gallica
- Crime de village (1888), lire en ligne sur Gallica
- Sourires pincés (1890) texte en ligne
- L'Écornifleur (1892) texte en ligne
- La Lanterne sourde (1893) Texte en ligne
- Coquecigrues (1893)
- Deux Fables sans morale (1893)
- Le Coureur de filles (1894)
- Poil de Carotte (1894) texte en ligne
- Histoires naturelles (1894) texte en ligne
- Le Vigneron dans sa vigne (1894) Texte en ligne
- X... roman impromptu (1895)
- La Maîtresse (1896) Texte en ligne
- Bucoliques (1898)
- Les Philippe (1907) texte en ligne
- Patrie (1907) texte en ligne
- Mots d'écrit (1908) Texte en ligne
- Ragotte (1909), Paris, librairie de la Collection des Dix, ill. Malo-Renault (1870-1938) texte en ligne
- Nos frères farouches (1909)
- Causeries (1910)
- L'Œil clair (1913) Texte en ligne
- Les Cloportes (1919) Texte en ligne

### Théâtre
- La Maîtresse (1896)
- Le Plaisir de rompre (1897) texte en ligne
- Le Pain de ménage (1898) texte en ligne
- Poil de Carotte (1900)
- Monsieur Vernet (1903)
- La Bigote (1909)
- Huit Jours à la campagne (1912) Texte en ligne
- Le Cousin de Rose texte en ligne

### Journal
- Journal, 1887-1910 (1925-1927) Texte en ligne
- Leçons d'écriture, Les Éditions du Sonneur (2008)

### Correspondance
- Correspondance I et Correspondance II Texte en ligne

### Éditions debibliophilie
- L'Écornifleur (1892), gravures originales de Jacques Boullaire, Les Bibliophiles de France, Paris (1955)
- Les Philippe (1907), lithographies originales d'André Minaux, Les Francs Bibliophiles, Paris (1958)
- Œuvres complètes, Paris, Typographie François Bernouard, 17 volumes parus en 1926 et 1927 (1550 exemplaires)
- Le journal de Poil de Carotte (2024), illustrations Lisbeth Lempérier, typographie Hervé Bougel, édition Atelier de l'Estey, Le Tourne (Gironde) (50 exemplaires).

## Musique
- Histoires naturelles, musique de Maurice Ravel, Le paon, Le grillon, Le cygne, Le martin-pêcheur, La pintade (1906)

### A écouter
- https://www.franceculture.fr/emissions/les-nuits-de-france-culture/une-vie-une-oeuvre-jules-renard-1ere-diffusion-11-11-1993

#### Bases de données et dictionnaires
- Ressources relatives à la musique :   - International Music Score Library Project
  - Discography of American Historical Recordings
  - Discogs
  - MusicBrainz
- Ressources relatives au spectacle :   - Archives suisses des arts de la scène
  - Les Archives du spectacle
  - Internet Broadway Database
- Ressources relatives aux beaux-arts :   - National Gallery of Art
  - Nationalmuseum
- Ressources relatives à la bande dessinée :   - BD Gest'
  - Comic Vine
- Ressource relative à la vie publique :   - base Léonore
- Ressource relative à la recherche :   - Isidore
- Ressource relative à l'audiovisuel :   - IMDb
- Notices dans des dictionnaires ou encyclopédies généralistes :   - Britannica
  - Brockhaus
  - Den Store Danske Encyklopædi
  - Deutsche Biographie
  - Enciclopedia italiana
  - Enciclopedia De Agostini
  - Gran Enciclopèdia Catalana
  - Hrvatska Enciklopedija
  - Internetowa encyklopedia PWN
  - Nationalencyklopedin
  - Store norske leksikon
  - Treccani
  - Universalis
  - Visuotinė lietuvių enciklopedija
- Notices d'autorité :   - VIAF
  - ISNI
  - BnF (données)
  - IdRef
  - LCCN
  - GND
  - Italie
  - Japon
  - CiNii
  - Espagne
  - Belgique
  - Pays-Bas
  - Pologne
  - Israël
  - NUKAT
  - Catalogne
  - Suède
  - Vatican
  - WorldCat